# Liste der Kulturdenkmale in Prießnitz (Frohburg)
In der Liste der Kulturdenkmale in Prießnitz sind die Kulturdenkmale des Frohburger Ortsteils Prießnitz verzeichnet, die bis Juni 2024 vom Landesamt für Denkmalpflege Sachsen erfasst wurden (ohne archäologische Kulturdenkmale). Die Anmerkungen sind zu beachten.
Diese Aufzählung ist eine Teilmenge der Liste der Kulturdenkmale in Frohburg.

## Prießnitz
| Bild                                    | Bezeichnung | Lage                                                | Datierung | Beschreibung | ID       |
| --------------------------------------- | --- | --------------------------------------------------- | --- | --- | -------- |
| Weitere Bilder                          | Dorfkirche Prießnitz (Sachgesamtheit) | Badstraße (Karte)                                   | Um 1500 (Kirche); um 1616 (Kirchhofstor)                                                                                    | Sachgesamtheit Dorfkirche Prießnitz, mit den Einzeldenkmalen: Kirche mit Ausstattung, Kirchhofsmauer mit Doppelportal, mehrere Grabmale auf dem Kirchhof (09257415) sowie dem Kirchhof als Sachgesamtheitsteil; baugeschichtlich, ortsgeschichtlich und ortsbildprägend von Bedeutung, gotischer Kirchenbau mit Renaissance-Ausstattung, Kirchhofstor mit Sitznischenportal der Renaissancezeit. An der Ostseite eingemauertes Sitznischenportal mit Beschlagwerk (bezeichnet mit 1616), reiche Ausstattung Anfang des 17. Jahrhunderts, Kirchhofsmauer mit Doppelportal, zwei frei stehende barocke (1716) Grabmale, zwei Tumben mit Satteldächern (1642), ein klassizistisches Grabmal (Vase) mit Wappen. | 09303013 |
| Weitere Bilder                          | Kirche mit Ausstattung, Kirchhofsmauer mit Doppelportal, mehrere Grabmale auf dem Kirchhof (Einzeldenkmale der Sachgesamtheit 09303013)                                                                          | Badstraße (Karte)                                   | Um 1500 (Kirche und Messingbecken); um 1616 (Relief mit dem Leichnam Christi im Grab und Sakramentshäuschen); 1617 (Kanzel) | Einzeldenkmale der Sachgesamtheit Dorfkirche Prießnitz; baugeschichtlich, ortsgeschichtlich und ortsbildprägend von Bedeutung, gotischer Kirchenbau mit Renaissance-Ausstattung, Kirchhofstor mit Sitznischenportal der Renaissancezeit. An der Ostseite eingemauertes Sitznischenportal mit Beschlagwerk (bezeichnet mit 1616), reiche Ausstattung Anfang des 17. Jahrhunderts, Kirchhofsmauer mit Doppelportal, zwei frei stehende barocke (1716) Grabmale, zwei Tumben mit Satteldächern (1642), ein klassizistisches Grabmal (Vase) mit Wappen. | 09257415 |
| Weitere Bilder                          | Wohnstallhaus (Umgebinde) eines Bauernhofes | Badstraße 2 (Karte)                                 | Bezeichnet mit 1750 | Baugeschichtlich von Bedeutung, für die Region typisches Umgebinde, Seltenheitswert. Umgebindehaus mit Fachwerk-Obergeschoss und verschindeltem Giebel. Holzdecke und Deckenbalken der Blockstube erhalten. | 08971857 |
| Direkt Bild zu diesem Denkmal hochladen | Wohnstallhaus eines Bauernhofes | Badstraße 5 (Karte)                                 | 2. Hälfte 18. Jahrhundert                                                                                                   | Bau- und sozialgeschichtlich von Bedeutung, Fachwerkbau mit Fachwerk-Obergeschoss, Krüppelwalmdach und korbbogigem Porphyrtuff-Türgewände, Giebelseite massiv und Dämmung angefügt und Breitfenster im Obergeschoss, traufseitige Gliederung erhalten | 08971855 |
| Direkt Bild zu diesem Denkmal hochladen | Denkmal für die Gefallenen des Ersten Weltkrieges | Badstraße 5 (gegenüber) (Karte)                     | Nach 1918 | Ortsgeschichtlich von Bedeutung, Porphyrtuff-Stele | 09257576 |
| Weitere Bilder                          | Ehemalige Schule | Badstraße 10 (Karte)                                | Bezeichnet mit 1901 | Bau- und ortsgeschichtlich von Bedeutung, Dorfschule von Prießnitz, spätgründerzeitlicher Putzbau. Stattlicher, zweigeschossiger Putzbau mit Fassadengliederung und originaler Eingangstür. | 08971858 |
| Direkt Bild zu diesem Denkmal hochladen | Pfarrhof mit Pfarrhaus, Scheune (mit zwei Backhausanbauten), Seitengebäude, Schuppen, Einfriedungsmauer und Toranlage                                                                                            | Badstraße 12 (Karte)                                | Um 1785 | Bau- und ortsgeschichtlich von Bedeutung, mit stattlichem barockem Pfarrhaus, Wirtschaftsbauten in Fachwerkbauweise, Stallgebäude mit seltener Oberlaube - Pfarrhaus: Putzbau, zwölf Achsen, Krüppelwalmdach, barocken, stehenden Gauben, Giebel mit vier Achsen, drei Eingangstüren davon eine original mit geschwungenem Abschluss und Oberlicht, zwei flache einachsige Eingangsrisalite mit korbbogigem Fensterabschlüssen, Porphyrtuffgesims- und Gewände - Fachwerk-Scheune: mit zwei Backofenanbauten - Stallgebäude: mit Fachwerk-Obergeschoss und Oberlaube, mit Porphyrtuff-Türgewände, korbbogig mit Schlusssteinen - Fachwerk-Schuppen | 08971529 |
| Direkt Bild zu diesem Denkmal hochladen | Wohnstallhaus eines Dreiseithofes | Badstraße 13 (Karte)                                | 2. Hälfte 18. Jahrhundert                                                                                                   | Baugeschichtlich von Bedeutung, Fachwerkbau Krüppelwalmdach, Fachwerk-Obergeschoss und korbbogigen Porphyrtuffgewänden, Giebel mit aufgebrettertem Fachwerk, ursprünglich massiv und Serliana | 08971854 |
| Weitere Bilder                          | Rittergut Prießnitz (Sachgesamtheit) | Badstraße 19, 21 (Sportplatzweg 6, 7, 8, 9) (Karte) | 1606 und später | Sachgesamtheit Rittergut Prießnitz, mit den Einzeldenkmalen: Schloss mit Anbau am Ostgiebel, ehemaliger Schlossgarten (Gartendenkmal) mit Resten eines Gartenpavillons und Einfriedungsmauer, Einfriedung und Torpfeiler an der Durchfahrt zum Wirtschaftshof (Badstraße 21, 08971859) und ehemaliges Herrenhaus des Rittergutes (Sportplatzweg 7, 08971862) sowie die Wirtschaftsgebäude des Gutshofes (Sportplatzweg 6, 8, 9, Sachgesamtheitsteile); baugeschichtlich, ortsgeschichtlich und ortsbildprägend von Bedeutung, das Schloss ein Spätrenaissancebau mit Toranlage an der Südseite, Fachwerk-Anbau am Ostgiebel. Ehemaliger Schlossgarten mit Bruchsteinmauer und Resten eines Gartenpavillons. Pfeiler an der Durchfahrt zum Wirtschaftshof. Hauptportal an der Südseite von 1921 in Art-Déco-Formen, Portal an der Nordseite bezeichnet mit 1601. Erdgeschosshalle mit farbigem Klinkerfußboden um 1920. | 09303009 |
| Weitere Bilder                          | Schloss mit Anbau am Ostgiebel, Reste eines Gartenpavillons im Schlossgarten und Einfriedungsmauer, Einfriedung und Torpfeiler an der Durchfahrt zum Wirtschaftshof (Einzeldenkmale der Sachgesamtheit 09303009) | Badstraße 21 (Karte)                                | 1606 | Einzeldenkmale der Sachgesamtheit Rittergut Prießnitz; baugeschichtlich, ortsgeschichtlich und ortsbildprägend von Bedeutung, das Schloss ein Spätrenaissance-Bau mit Toranlage an der Südseite, Fachwerk-Anbau am Ostgiebel. Ehemaliger Schlossgarten mit Bruchsteinmauer und Resten eines Gartenpavillons. Pfeiler an der Durchfahrt zum Wirtschaftshof. Hauptportal an der Südseite von 1921 in Art-Déco-Formen, Portal an der Nordseite bezeichnet mit 1601. Erdgeschosshalle mit farbigem Klinkerfußboden um 1920. | 08971859 |
|                                         | Wohnstallhaus eines Dreiseithofes | Badstraße 24 (Karte)                                | Um 1800 | Bau- und sozialgeschichtlich von Bedeutung, Fachwerkbau mit prächtigem Giebel mit Fachwerk-Obergeschoss und Ziergiebel zur Straße, zwei Tore, Porphyrtuffgewände | 09259325 |
| Direkt Bild zu diesem Denkmal hochladen | Wohnstallhaus eines ehemaligen Dreiseithofes | Badstraße 26a (Karte)                               | Bezeichnet mit 1801 | Baugeschichtlich von Bedeutung, Fachwerkbau mit Fachwerk-Obergeschoss, korbbogigem Eingang und Porphyrtuffgewänden | 09257351 |
| Direkt Bild zu diesem Denkmal hochladen | Wohnstallhaus und Torhaus (Seitengebäude) eines Vierseithofes | Frohburger Straße 13 (Karte)                        | 1831 | Bau- und wirtschaftsgeschichtlich von Bedeutung, Fachwerkbauten | 08971867 |
| Direkt Bild zu diesem Denkmal hochladen | Wohnstallhaus, Seitengebäude und Hofbrunnen eines Dreiseithofes | Frohburger Straße 14, 14a (Karte)                   | Um 1840 (Wohnstallhaus); bezeichnet mit 1845 (Hofbrunnen)                                                                   | Bau- und wirtschaftsgeschichtlich von Bedeutung, Fachwerkbauten, straßenbildprägende Lage am Dorfanger. Wohnstallhaus mit Fachwerk-Obergeschoss, Giebel verschiefert, Hofbrunnen bezeichnet mit 1845. | 08971861 |
| Direkt Bild zu diesem Denkmal hochladen | Wohnstallhaus und Scheune eines Bauernhofes | Frohburger Straße 18 (Karte)                        | 1. Hälfte 19. Jahrhundert                                                                                                   | Bau- und wirtschaftsgeschichtlich von Bedeutung, Fachwerkbauten, ortsbildprägende Lage am ehemaligen Dorfanger. Saniert, Wohnstallhaus mit Fachwerk-Obergeschoss, Erdgeschoss verändert, Giebel (ursprünglich massiv mit Brett-Fachwerk), Fachwerk-Scheune original. | 08971860 |
| Direkt Bild zu diesem Denkmal hochladen | Ehemalige Dorfschmiede | Frohburger Straße 19 (Karte)                        | Um 1830 | Sozialgeschichtlich bedeutsam und dorfbildprägend neben der Kirche am Dorfanger. Hakengrundriss, Krüppelwalmdach, Bruchstein, Fenster original, Dreiergruppe im Giebel, Porphyrtuffgewände, 2005 Teilabbruch. | 08971863 |
| Weitere Bilder                          | Sogenanntes Bauernrathaus, ehemaliges Gemeindehaus | Frohburger Straße 20 (Karte)                        | 1717 | Baugeschichtlich, ortsgeschichtlich und ortsbildprägend von Bedeutung, Umgebindehaus mit Fachwerk-Obergeschoss (Wilde-Mann-Figuren) und Dachreiter. Weitgehend erneuert, sozialgeschichtlich bedeutsam als ehemaliges Gemeindehaus. | 08971856 |
| Direkt Bild zu diesem Denkmal hochladen | Wohnhaus, Seitengebäude (mit Oberlaube), Scheune, Toranlage (Toreinfahrt mit Pforte), Brunnen und Göpelbahn eines Bauernhofes                                                                                    | Poststraße 11 (Karte)                               | 1831–1832 | Bau-, wirtschafts- und sozialgeschichtlich von Bedeutung, Fachwerkbauten, gut erhaltener Vierseithof aus der 1. Hälfte des 19. Jahrhunderts, Stallgebäude mit seltener Oberlaube. Wohnhaus mit Fachwerk-Obergeschoss, Wohnhaus-Giebel verschiefert, Stallgebäude mit Oberlaube, Fachwerk-Scheune, Toranlage mit Schlussstein, Brunnen und Göpelring im Hof. | 08971866 |
| Direkt Bild zu diesem Denkmal hochladen | Wohnhaus und Nebengebäude | Poststraße 16 (Karte)                               | Um 1900 | Baugeschichtlich von Bedeutung, repräsentatives Wohnhaus im Heimatstil in Fachwerkbauweise mit Zierfachwerk im Obergeschoss, Sockel aus Porphyrtuff und Ziegel, alle Fenstergruppen erhalten, Klappläden entfernt, Walmdach, stehende Gauben | 08971865 |
| Direkt Bild zu diesem Denkmal hochladen | Seitengebäude und Hofmauer eines Bauernhofes | Poststraße 25 (Karte)                               | Um 1820 | Baugeschichtlich von Bedeutung, Fachwerkbau. Stallgebäude mit Fachwerk-Obergeschoss, Hofmauer aus Bruchstein. | 08971864 |
| Direkt Bild zu diesem Denkmal hochladen | Wohnhaus und Scheune eines Bauernhofes | Sportplatzweg 4 (Karte)                             | Mitte 19. Jahrhundert | Bau- und wirtschaftsgeschichtlich von Bedeutung, Fachwerk-Scheune, Wohnhaus mit repräsentativem Giebel (Drillingsfenster) Wohnhaus mit repräsentativem Giebel und Porphyrtuff-Gliederungen, Fachwerk-Scheune, vermutlich ehemalige Wassermühle (?), zum Rittergut gehörend (?), zum Grundstück gehört auch Gebäude Sportplatzweg 5 – kein Denkmal | 09257591 |
| Weitere Bilder                          | Ehemaliges Herrenhaus des Rittergutes (Einzeldenkmal der Sachgesamtheit Badstraße 19/21) | Sportplatzweg 7 (Karte)                             | Um 1741 | Einzeldenkmal der Sachgesamtheit Rittergut Prießnitz; landschaftsprägend und architektonisch bedeutend, repräsentativer Barockbau. Beeindruckender langgestreckter Bau, dreigeschossiger Mittelbau mit hohem Mansarddach und Dachreiter sowie anderthalbgeschossige Seitenflügel mit stehenden Gauben, im Mittelbau schlichtes Treppenhaus, Seitentrakte als Ställe und Wirtschaftsgebäude. Rückseite schlicht. Mittelbau mit Portal, Putzspiegeln. Fenster des Mittelrisalites mit Ohren. Alle Fenster mit Porphyrtuffgewänden. Linker Trakt mit zwei Gaubenreihen, darüber Fledermausgauben, rechter Flügel Gauben verändert. | 08971862 |

## Ehemaliges Denkmal
| Bild                                    | Bezeichnung                       | Lage                 | Datierung       | Beschreibung | ID       |
| --------------------------------------- | --------------------------------- | -------------------- | --------------- | --- | -------- |
| Direkt Bild zu diesem Denkmal hochladen | Seitengebäude eines Dreiseithofes | Badstraße 16 (Karte) | 18. Jahrhundert | Bau- und wirtschaftsgeschichtlich von Bedeutung, Fachwerkbau mit Fachwerk-Obergeschoss. Zwischen 2017 und 2024 aus der Denkmalliste gestrichen. | 08971361 |

## Tabellenlegende
- Bild: Bild des Kulturdenkmals, ggf. zusätzlich mit einem Link zu weiteren Fotos des Kulturdenkmals im Medienarchiv Wikimedia Commons. Wenn man auf das Kamerasymbol klickt, können Fotos zu Kulturdenkmalen aus dieser Liste hochgeladen werden:
- Bezeichnung: Denkmalgeschützte Objekte und ggf. Bauwerksname des Kulturdenkmals
- Lage: Straßenname und Hausnummer oder Flurstücknummer des Kulturdenkmals. Die Grundsortierung der Liste erfolgt nach dieser Adresse. Der Link (Karte) führt zu verschiedenen Kartendiensten mit der Position des Kulturdenkmals. Fehlt dieser Link, wurden die Koordinaten noch nicht eingetragen. Sind diese bekannt, können sie über ein Tool mit einer Kartenansicht einfach nachgetragen werden. In dieser Kartenansicht sind Kulturdenkmale ohne Koordinaten mit einem roten bzw. orangen Marker dargestellt und können durch Verschieben auf die richtige Position in der Karte mit Koordinaten versehen werden. Kulturdenkmale ohne Bild sind an einem blauen bzw. roten Marker erkennbar.
- Datierung: Baubeginn, Fertigstellung, Datum der Erstnennung oder grobe zeitliche Einordnung entsprechend des Eintrags in der sächsischen Denkmaldatenbank
- Beschreibung: Kurzcharakteristik des Kulturdenkmals entsprechend des Eintrags in der sächsischen Denkmaldatenbank, ggf. ergänzt durch die dort nur selten veröffentlichten Erfassungstexte oder zusätzliche Informationen
- ID: Vom Landesamt für Denkmalpflege Sachsen vergebene, das Kulturdenkmal eindeutig identifizierende Objekt-Nummer. Der Link führt zum PDF-Denkmaldokument des Landesamtes für Denkmalpflege Sachsen. Bei ehemaligen Kulturdenkmalen können die Objektnummern unbekannt sein und deshalb fehlen bzw. die Links von aus der Datenbank entfernten Objektnummern ins Leere führen. Ein ggf. vorhandenes Icon  führt zu den Angaben des Kulturdenkmals bei Wikidata.